# Бахмутово
Ба́хмутово (рос. Бахмутово, чув. Бахмутово) — присілок у складі Поріцького району Чувашії, Росія. Входить до складу Анастасовського сільського поселення.
Населення — 271 особа (2010; 366 у 2002).
Національний склад:
- росіяни — 97 %

У присілку народився Герой Радянського Союзу Яшин Іван Васильович (1919-1966).